# Pochwałki
Pochwałki [pɔxˈfau̯ki] (tiếng Đức: Friedrichsfelde, từ 1938-45 Sandenfelde) là một ngôi làng thuộc khu hành chính của Gmina Budry, thuộc huyện Węgorzewski, Warmińsko-Mazurskie  ở miền bắc Ba Lan, gần biên giới với tỉnh Kaliningrad của Nga.
Trước năm 1945, khu vực này là một phần của Đức (Đông Phổ).